# قارچ فندقی آراسته
قارچ فندقی پرتویی (نام علمی: Geastrum elegans) نوعی قارچ از سرده قارچ‌های فندقی است.